# 1131

## Události
- založen německý cisterciácký klášter Volkenrode

## Narození
- 14. ledna – Valdemar I., vévoda šlesvický, kníže jutský a dánský král, první představitel královské dynastie Valdemarů († 12. května 1182)
- ? – Vilém I., sicilský král († 7. května 1166)
- ? – Ladislav II. Uherský, uherský (vzdoro)král († 14. ledna 1163)

## Úmrtí
- 7. ledna – Knut Lavard, dánský princ a jarl, a vévoda šlesvický (* okolo 1090)
- 13. února – Alžběta z Vermandois, anglický šlechtična a hraběnka z Leicesteru (* 1085)
- 22. února – Judita Bavorská, z rodu Welfů, švábská vévodkyně (* 1103)
- 3. dubna – Štěpán II. Uherský, uherský, chorvatský a dalmatský král (* 1101)
- 21. srpna – Balduin II. Jeruzalémský, druhý křižácký hrabě z Edessy a třetí vládce křižáckého Jeruzalémského království (* ?)
- 13. října – Filip Francouzský, francouzský spolukrál z rodu Kapetovců (* 29. srpna 1116)
- 4. prosince – Omar Chajjám, perský básník, astronom, matematik a filosof (* 18. května 1048)
- ? – Ramon Berenguer III. Barcelonský, hrabě barcelonský a provensálský (* 1082)
- ? – Bohemund II., normanský válečník, kníže z Tarentu a Antiochie (* 1108)

## Hlavy států
- České knížectví – Soběslav I.
- Svatá říše římská – Lothar III.
- Papež – Inocenc II. (protipapež: Anaklet II.)
- Anglické království – Jindřich I. Anglický
- Francouzské království – Ludvík VI. Francouzský
- Polské knížectví – Boleslav III. Křivoústý
- Uherské království – Štěpán II. Uherský – Béla II. Uherský
- Sicilské království – Roger II.
- Kastilské království – Alfonso VII. Císař
- Byzantská říše – Jan II. Komnenos